# Teresa, Prințesă de Beira
Infanta Maria Teresa a Portugaliei (29 aprilie 1793 – 17 ianuarie 1874) a fost primul copil al regelui Ioan al VI-lea al Portugaliei și a reginei Charlotte de Spania și moștenitoare a tronului Portugaliei între 1793 și 1795, până la nașterea fratelui ei, António Pio.  

## Biografie
Maria Teresa s-a născut la Ajuda, Lisabona în 1793. Ca primul născut al unui monrah portughez a primit titlul de Prințesă de Beira (acordat moștenitorului tronului). A fost primul copil din cei nouă ai regelui Ioan al VI-lea al Portugaliei și ai reginei Carlota Joaquina, care era fiica regelui Carol al IV-lea al Spaniei.

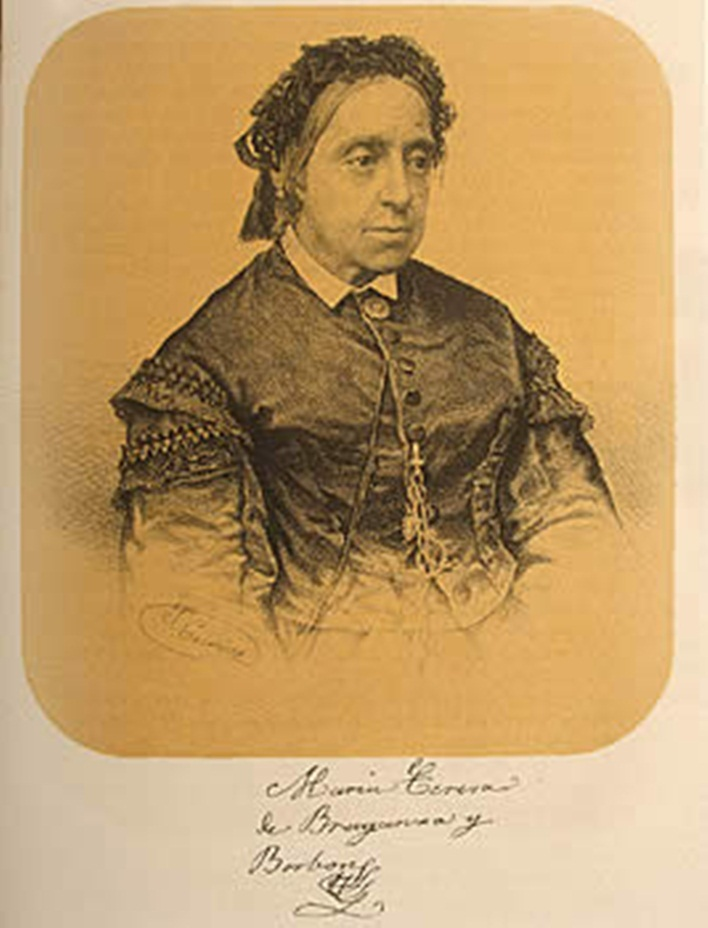
Maria Teresa de Braganza

S-a căsătorit la 13 mai 1810 la Rio de Janeiro (unde familia regală se afla în exil din cauza războaielor napoleonice) cu vărul ei, infantele Pedro Carlos, Prinț al Spaniei și Portugaliei. A devenit văduvă la 26 mai 1812 și însă curând a născut singurul ei copil, un fiu, Infantele Sebastian al Portugaliei și Spaniei (1813–75).
Foarte conservatoare, a fost o aliată a fratelui ei mai mic, Miguel I al Portugaliei, în încercarea de a obține tronul Portugaliei (războiul civil din 1826-34) și o aliată a cumantului ei, infantele Don Carlos, Conte de Molina în încercarea de a obține tronul Spaniei. În ultimii ani de domnie ai unchiului ei Ferdinand al VII-lea al Spaniei, Teresa a locuit la Madrid și a complotat pentru întărirea poziției lui Don Carlos la succesiune. A participat la Primul Război Carlist (1833–39) fiind un susținător de frunte al carlismului. Sora ei, Maria Francisca, soția lui Carlos, a murit în 1834.
În 1838 s-a recăsătorit cu cumnatul ei, Infantele Carlos, Conte de Molina. Din a doua căsătorie nu au rezultat copii însă ea i-a îngrijit pe copii ei vitregi care îi erau și nepoți buni. Din cauza războiului civil au părăsit Spania și nu s-au mai întors niciodată. Maria Teresa a murit la Trieste la 17 ianuarie 1874 supraviețuind celui de-al doilea soț 19 ani.